# Parectopa picroglossa
Parectopa picroglossa là một loài bướm đêm thuộc họ Gracillariidae. Nó được tìm thấy ở Sri Lanka.